# Фјодор Махин
Фјодор Јевдокимович Махин – Атаман (Николајевск на Амуру, април 1882 — Београд, 2. јун 1945), учесник Народноослободилачке борбе и генерал-лајтнант Југословенске армије.

## Биографија
Рођен је априла 1882. године у месту Николајевск на Амуру у Сибиру. Његова стара атаманска породица Јевдокимовича била је пресељена у Сибир где се он родио. У Русији је завршио Војну козачку школу и генералштабну академију.
У Првом светском рату ступио је са чином генералштабног мајора руске царске војске у Српску добровољачку дивизију и с њом се, након борби у Добруџи, пребацио на Солунски фронт. Током рата унапређен у чин генералштабног пуковника. Учествовао је у пробоју Солунског фронта.
За време грађанског рата у Русији био је члан партије есера. После пораза белих, преко Сибира и Јапана одлази у Француску. Године 1923. дошао је у Краљевину Срба, Хрвата и Словенаца, где је радио као публициста и писао је о Совјетском Савезу. Као војни историчар и добар познавалац ратне вештине на оперативном и стратегијском нивоу био је признат и популаран у Краљевини Југославији.
Био је симпатизер Комунистичке партије Југославије, а 1939. године је постао и њен члан. Учесник је Народноослободилачке борбе од 1941. године. Радио је у Пропагандном одељењу Врховног штаба НОВ и ПОЈ. У Народноослободилачкој војсци, радио је на писању извештаја ко је ко на југословенском ратишту, анализирао светска ратишта, пропагирао је НОВ Југославије. Заслугама за развој и популаризацију Народно ослободилачког покрета, два пута после рата унапређен у чинове генерал-мајора и генерал лајтанта.
По завршетку рата био је први начелник Историјског одељења Генералштаба Југословенске армије.
По повратку из Совјетског Савеза, преминуо је 2. јуна 1945. године у Београду.
Носилац је Партизанске споменице 1941. године.

## Дела
Објавио је следећа дела:
- „Јуриш на Немачку“. 1944. година
- „Наша регуларна војска“. 1944. година